# 8826 Corneville
8826 Corneville è un asteroide della fascia principale. Scoperto nel 1988, presenta un'orbita caratterizzata da un semiasse maggiore pari a 3,1690130 UA e da un'eccentricità di 0,1811214, inclinata di 0,48496° rispetto all'eclittica.